# Classe Olympic
A Classe Olympic consistia em três navios transatlânticos britânicos encomendados pela White Star Line e construídos pelos estaleiros da Harland and Wolff em Belfast. As embarcações eram o RMS Olympic, RMS Titanic e HMHS Britannic. Eles foram projetados pelos engenheiros navais Alexander Carlisle e Thomas Andrews com objetivo de serem os maiores, mais luxuosos e mais seguros navios do mundo. O Olympic e o Titanic foram as maiores embarcações construídas na história até então, tanto em termos de tonelagem quanto em comprimento.
Dos três, apenas o Olympic conseguiu completar sua primeira viagem comercial e ter uma longa e próspera carreira até ser aposentado em 1935. O Titanic acabou colidindo com um iceberg durante sua viagem inaugural e afundou na madrugada do dia 15 de abril de 1912. Já o Britannic foi requisitado pela Marinha Real Britânica e convertido a navio hospital na Primeira Guerra Mundial, afundando no mar Egeu em 21 de novembro de 1916.
Apesar de dois de seus três navios terem afundado antes completarem uma única viagem comercial, as embarcações da Classe Olympic estão entre as mais famosas da história. Elementos decorativos do Olympic adornam muitos lugares até hoje, desde hotéis até outros navios, com o Titanic servindo de inspiração para quinze filmes e inúmeros livros, enquanto o Britannic também inspirou um filme para televisão.

## História

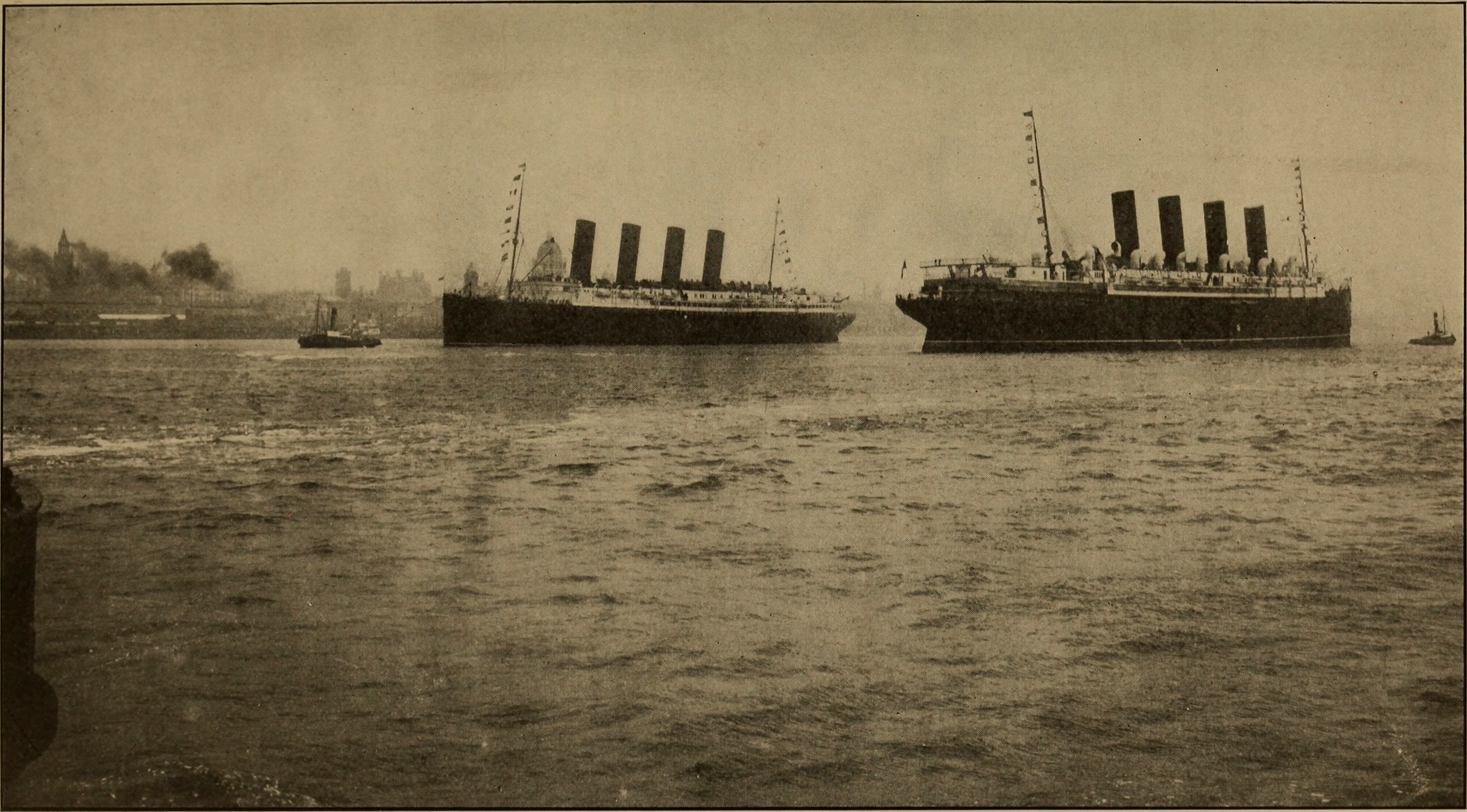
O (direita) e o (esquerda) da Cunard Line, fotografados no ano 1911. Os dois navios eram os mais luxuosos e rápidos da época. Para lidar com eles, a White Star Line ordenou a construção da Classe Olympic.

A Classe Olympic tem suas origens na forte concorrência entre o Reino Unido e o Império Alemão no setor de construção de navios comerciais. A Norddeutscher Lloyd e a Hamburg-Amerika Linie, as duas maiores empresas alemãs do ramo, começaram no final do século XIX a entrar na corrida de construção dos maiores e mais velozes navios do mundo. O primeiro deles foi o SS Kaiser Wilhelm der Grosse da Norddeutscher, que ganhou em 1897 o prêmio Flâmula Azul pela travessia transatlântica mais rápida. Esse recorde foi quebrado em 1901 pelo SS Deutschland da Hamburg-Amerika. Em seguida a Norddeutscher lançou três navios irmãos do Kaiser Wilhelm der Grosse: o SS Kronprinz Wilhelm, SS Kaiser Wilhelm II e SS Kronprinzessin Cecilie. Para responder aos alemães a britânica Cunard Line colocou em serviço o RMS Mauretania e o RMS Lusitania, os mais velozes e luxuosos navios de passageiros construídos até então.
Para enfrentar a concorrência, a anglo-americana White Star Line respondeu com os Big Four, quatro navios que concentravam-se em luxo e segurança ao invés de velocidade. Em 1907, Joseph Bruce Ismay, presidente da White Star, e lorde William Pirrie, 1º Barão Pirrie e presidente dos estaleiros da Harland and Wolff, decidiram construir mais três navios, só que desta vez ele seriam de proporções e luxo inigualáveis. Seus nomes foram depois definidos como Olympic, Titanic e Gigantic (depois alterado para Britannic), em referência a três raças da mitologia grega: olimpianos, titãs e gigantes. O objetivo era equiparar a grandeza dos deuses à de seus navios. Uma carta de acordo entre foi assinada em 31 de julho de 1908. O projeto ficou com os engenheiros navais Alexander Carlisle e Thomas Andrews, respectivamente cunhado e sobrinho de Pirrie.
Carlisle ficou encarregado pelas decorações, instalações internas e dispositivos de segurança, enquanto Andrews o auxiliou durante todo o processo como chefe do Departamento de Desenho Naval da Harland and Wolff em Belfast, Irlanda. Carlisle acabou se aposentando em 1910, supostamente por divergências com Ismay e Pirrie sobre a quantidade de botes salva-vidas abordo, deixando Andrews como o único responsável pelos estaleiros e projetos. O presidente da White Star Line também deu diversas sugestões e ideias sobre a concepção dos navios.

## Construção

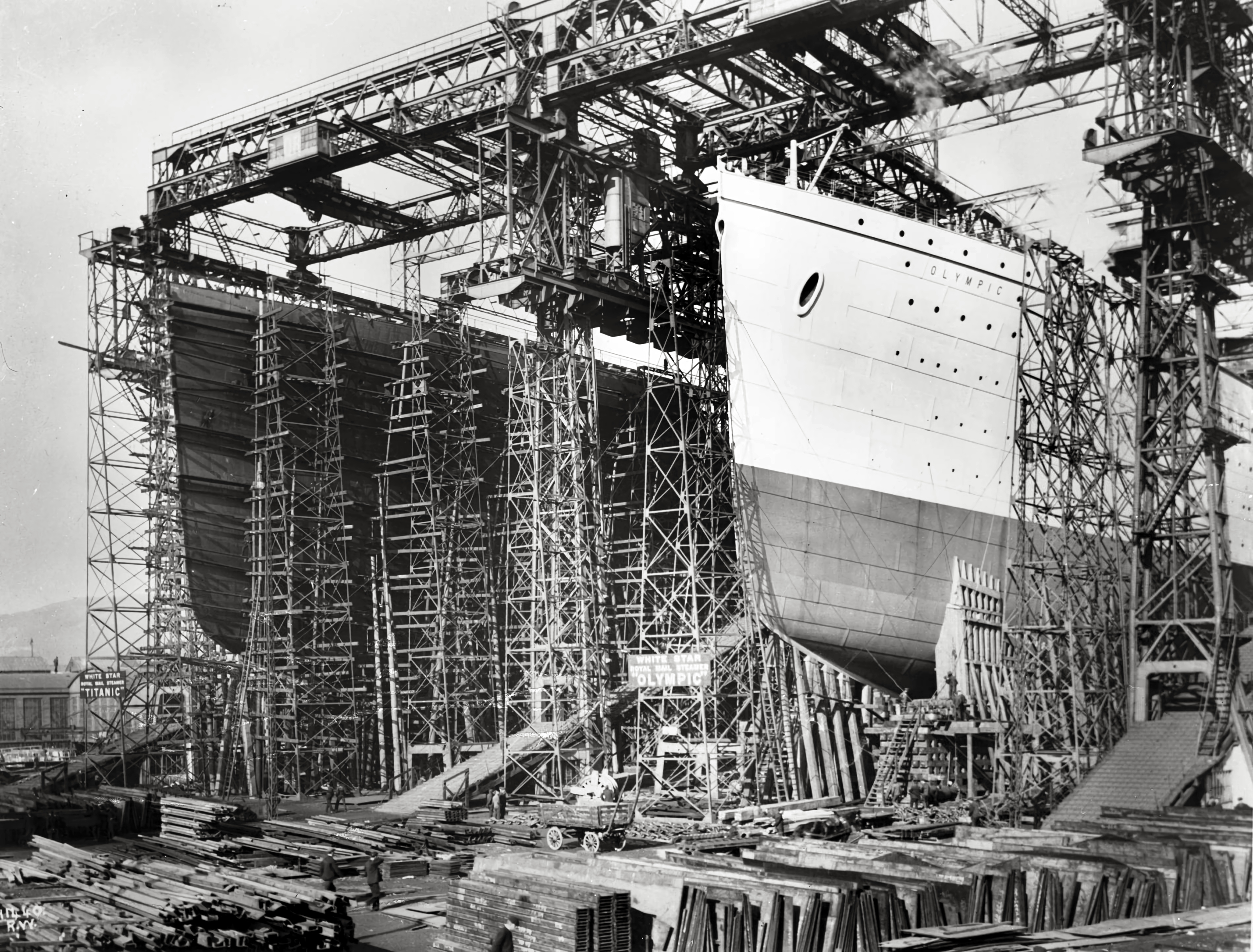
O Olympic (direita) e o Titanic (esquerda) em construção em Belfast.

A construção do Olympic começou no dia 16 de dezembro de 1908 com o batimento de sua quilha, recebendo o casco de número 400. A construção do Titanic se iniciou quatro meses depois em 22 de março de 1909 bem ao lado de seu irmão, com o casco número 401. A fim de diferenciá-los, o Olympic foi construído inteiramente branco enquanto o Titanic foi construído inteiramente preto. Devido a seus tamanhos, um novo pórtico precisou ser erguido para acomodá-los; ele tinha 256 metros de comprimento por 52 metros de altura, sendo auxiliado por um guindaste especial de 70 metros de altura.
Com a armação de seu casco completa, o Olympic foi lançado ao mar no dia 20 de outubro de 1910 durante uma grande cerimônia organizada pela White Star. Em seguida ele foi levado para uma doca seca a fim de passar pela segunda fase da construção: a equipagem. Todas as suas instalações, equipamentos e decorações foram colocadas ao longo de 1910 e início de 1911. O Olympic foi completado em 29 de maio de 1911 e partiu para seus testes marítimos. Dois dias depois o Titanic foi lançado ao mar em uma cerimônia parecida com a que seu irmão havia recebido.
O Titanic imediatamente teve seu processo de equipagem iniciado, porém ele foi atrapalhado em setembro de 1911 quando o Olympic colidiu com o cruzador HMS Hawke. Ele foi tirado de sua doca seca a fim de seu irmão realizar seus reparos, com vários de seus materiais e trabalhadores sendo transferidos. Todos os trabalhos foram atrasados e a White Star Line foi forçada a adiar a viagem inaugural de março para abril de 1912. O ritmo normal foi retomado quando as obras do Olympic terminaram e o Titanic foi completado no final de março de 1912, partindo para seus testes marítimos no mês seguinte.
A construção do Gigantic foi iniciada em 30 de novembro de 1911, também ao final dos reparos do Olympic. As obras progrediram em um bom ritmo, porém foram paralisadas pelo naufrágio do Titanic em 15 de abril de 1912. As investigações sobre o desastre de seu irmão acarretaram várias mudanças no projeto do Gigantic, começando por seu nome que foi alterado para Britannic. Os trabalhos foram retomados no final de 1912, com as principais mudanças estando na adição de um casco duplo, aumento dos compartimentos estanques e aumento do número total de botes salva-vidas. O navio foi lançado ao mar em 26 de fevereiro de 1914 em outra grande cerimônia e seu processo de equipagem foi iniciado imediatamente. No entanto, as obras foram interrompidas pelo início da Primeira Guerra Mundial e a convocação do Britannic pelo Almirantado Britânico; sua equipagem nunca foi completada.

## Características

### Aspectos técnicos

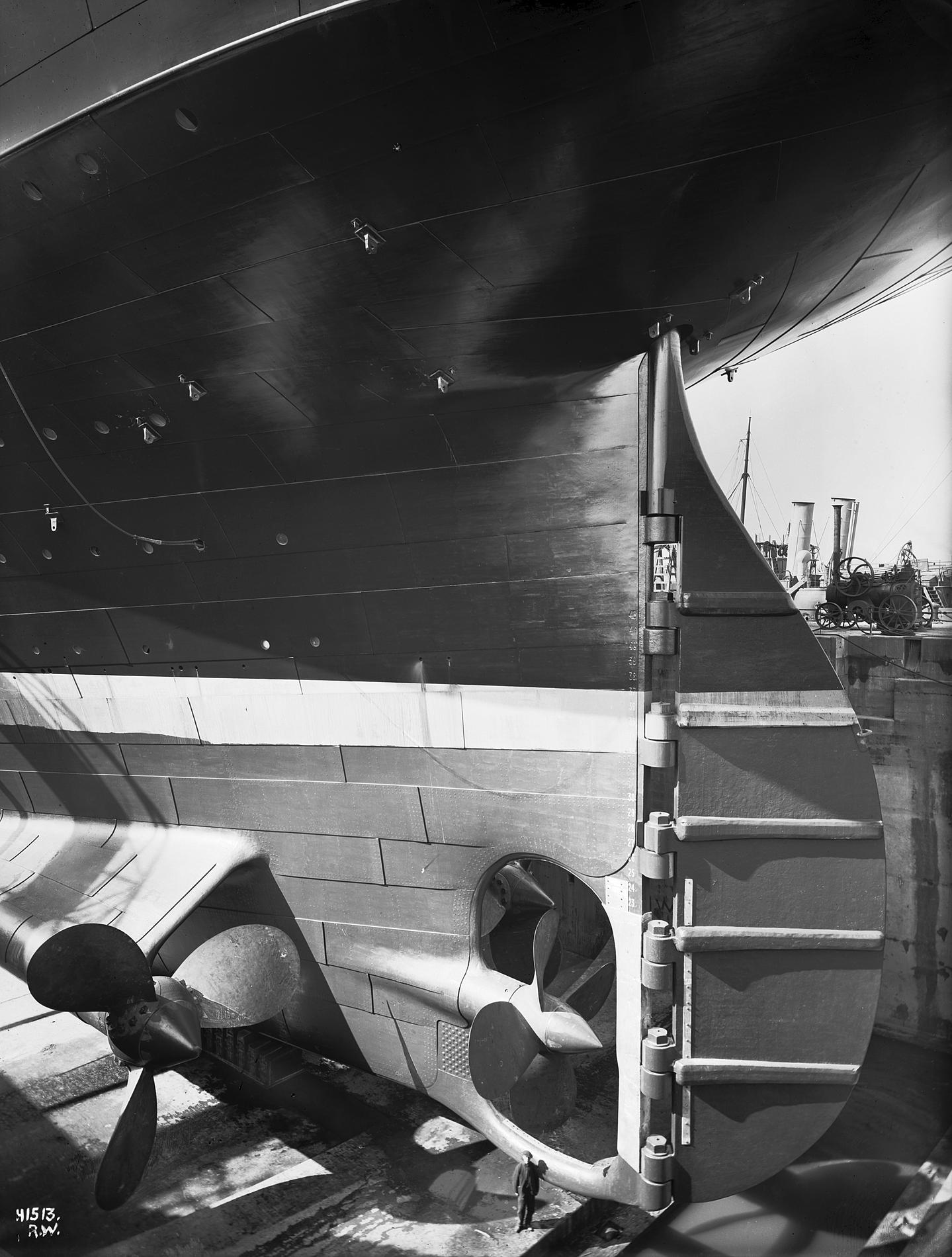
As hélices e o leme do Olympic.

As três embarcações eram navios a vapor impulsionados por três hélices: duas laterais com três lâminas cada e uma central com quatro lâminas. As duas primeiras eram impulsionadas por motores convencionais de tripla-expansão com quatro cilindros, enquanto a terceira era movida por uma turbina de baixa pressão movida pelo vapor não utilizado pelos motores. O conjunto era alimentado por 29 caldeiras espalhadas em seis salas. O Olympic posteriormente teve suas caldeiras adaptadas ao final da Primeira Guerra Mundial para funcionarem a base de petróleo, permitindo assim uma grande economia de energia e a redução do número total de trabalhadores necessários para operar a sala de máquinas.
O Olympic, o Titanic e o Britannic tinham 269 metros de comprimento por 28 metros de largura e 53 metros de altura, possuindo dez conveses ao todo, sete dos quais eram destinados aos passageiros. A tonelagem total ficava por volta de 46 mil toneladas (o Britannic era o mais volumoso dos três e o Olympic o menos, porém sua tonelagem total aumentou depois de sua reformulação em 1912). Todos os três foram equipados com quatro chaminés, com a última sendo falsa por motivos estéticos já que a White Star Line temia que o público achasse seus navios menos "potentes" em relação ao Lusitania e o Mauretania. Mesmo assim, essa chaminé era usada para armazenamento e ventilação das cozinhas e sala de máquinas.
Os dois primeiros navios foram equipados com turcos tipo Wellin, com o plano original de Carlisle envolvendo 64 botes salva vidas instalados ao longo do convés dos botes. Entretanto, o Olympic e o Titanic foram equipados com apenas vinte botes (ainda assim mais do que a legislação da época exigia) para que o convés não ficasse muito lotado e que os passageiros tivessem um espaço confortável para caminhar. O naufrágio do Titanic fez com que o Olympic fosse equipado com os 64 botes originais do projeto. Já o Britannic, que na época ainda estava em construção, teve seu projeto alterado para que os botes fossem empilhados em enormes turcos, diferentes dos Wellin instalados em seus irmãos. O projeto total ditava oito turcos gigantes, com o número total de botes nunca tendo sido definido. Sua conversão para navio hospital fez com que apenas cinco turcos gigantes fossem instalados, forçando a instalação de turcos Wellin temporários para acomodar o restante dos botes.
Os três navios também eram divididos em dezesseis compartimentos estanques separados por comportas que podiam ser fechadas automaticamente ou manualmente a partir da ponte de comando. Os compartimentos do Olympic e do Titanic originalmente chegavam apenas até o convés E na parte central e até o convés D na proa e popa. O naufrágio do Titanic mostrou falhas nesse projeto e dessa forma o Britannic foi construído com compartimentos que iam até o convés B, enquanto o Olympic foi reformado a fim de seus compartimentos chegarem na mesma altura.

### Instalações

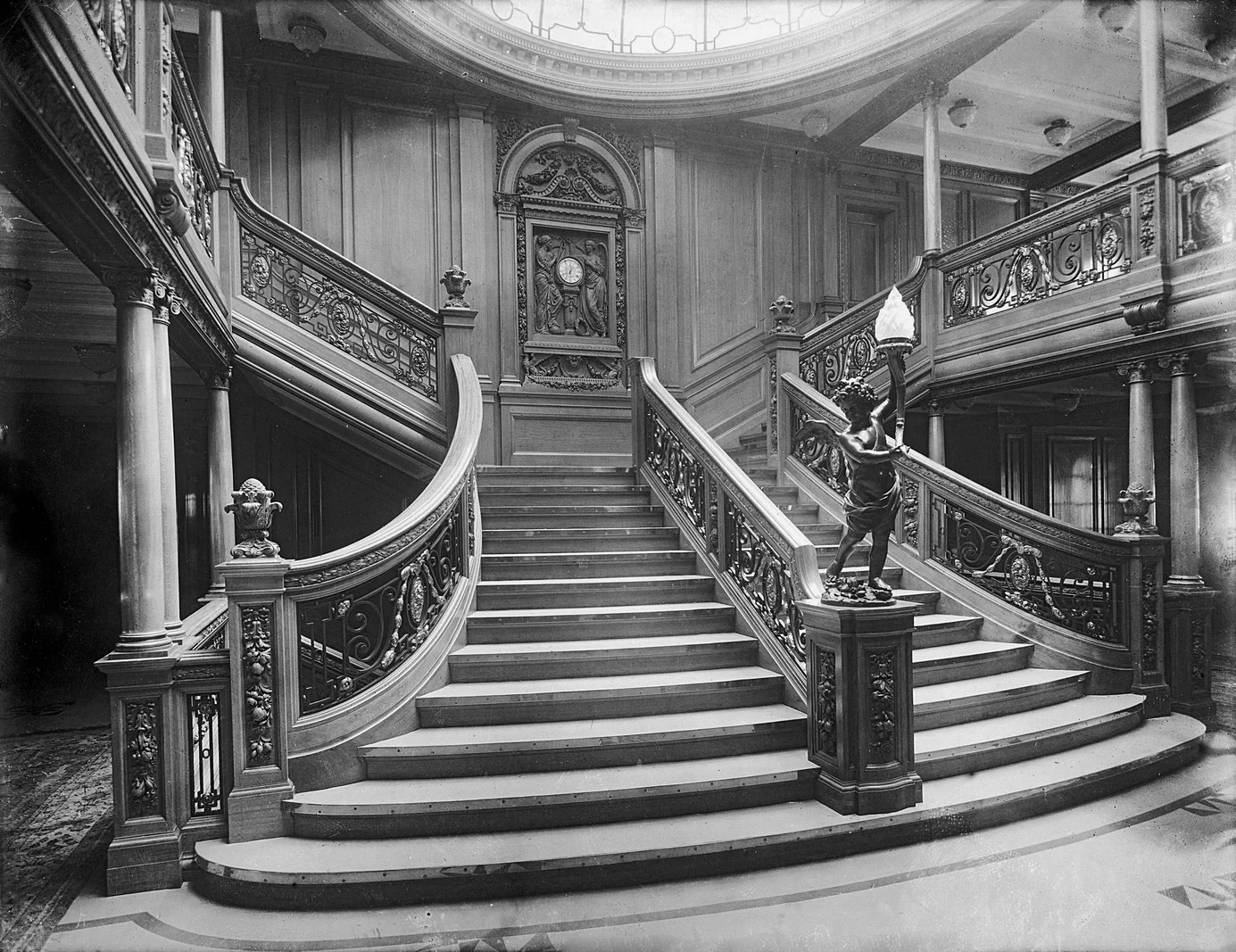
Imagem da Grande Escadaria de primeira classe do Olympic.

Os navios da Classe Olympic foram projetados para atender diferentes tipos de passageiros. Nenhuma classe ficou negligenciada, com as instalações da terceira classe sendo de um conforto equivalente à segunda classe de vários outros navios da época. Os passageiros da primeira classe desfrutavam de cabines luxuosas, algumas equipadas com casas de banho. Eles também tinham acesso a um grande salão de jantar, sala de fumar e café além de uma piscina coberta, quadra de squash, banhos turcos e um ginásio. O projeto do Britannic ainda previa toda uma área destinada aos cuidados da beleza e aparência com um salão de barbeiro e uma manicure.
A primeira classe também era servida por duas majestosas grandes escadarias, um entre a primeira e segunda chaminés e outra entre a terceira e quarta. As escadarias do Olympic e Titanic eram idênticas, sendo ambas cobertas por uma grande cúpula de vidro e adornadas por painéis de madeira entalhada, com a dianteira tendo ainda um relógio chamado de "Honra e Glória Coroando o Tempo". A escadaria do Britannic seria ainda mais suntuosa e teria um órgão de tubos alemão nos conveses mais superiores. As escadarias dianteiras também eram servidas por três elevadores que iam do convés A ao convés E, enquanto a do Britannic também alcançada o convés dos botes.
As duas primeiras classes também tinham a sua disposição dois conveses de passeio: o convés dos botes e o convés A. Enquanto o convés A do Olympic era totalmente aberto, o projeto do Titanic foi alterado para que ele tivesse um convés parcialmente fechado. Dessa forma também ficou possível distinguir facilmente os dois navios, que tirando isso eram praticamente idênticos. O Olympic também tinha mais convés de passeio no convés B, porém ele fora pouco utilizado e acabou removido do Titanic e do Britannic em favor de mais cabines de primeira classe. Esse convés só foi ser eliminado apenas durante uma reforma em 1928.
A segunda classe também se beneficiava de grande conforto, com cabines individuais equipadas com camas e aquecedores. Eles também tinham sua própria sala de fumar, uma biblioteca, sala de jantar e até seu próprio elevador. Os projetos do Britannic também previam um ginásio próprio para a segunda classe. Por fim, a terceira classe desfrutava de um conforto incomparável. Em vez dos grandes dormitórios existentes na grande maioria dos outros navios, os passageiros da Classe Olympic tinham direito a pequenas cabines que acomodavam entre quatro a oito pessoas. Eles também tinham sua sala de fumar, duas áreas comuns e uma sala de jantar. Os planos eram para o Britannic apresentar instalações ainda mais confortáveis, apesar de um pouco menores, dentre elas um espaço comum coberto e acesso direto aos botes salva-vidas.

## Navios

### RMSOlympic

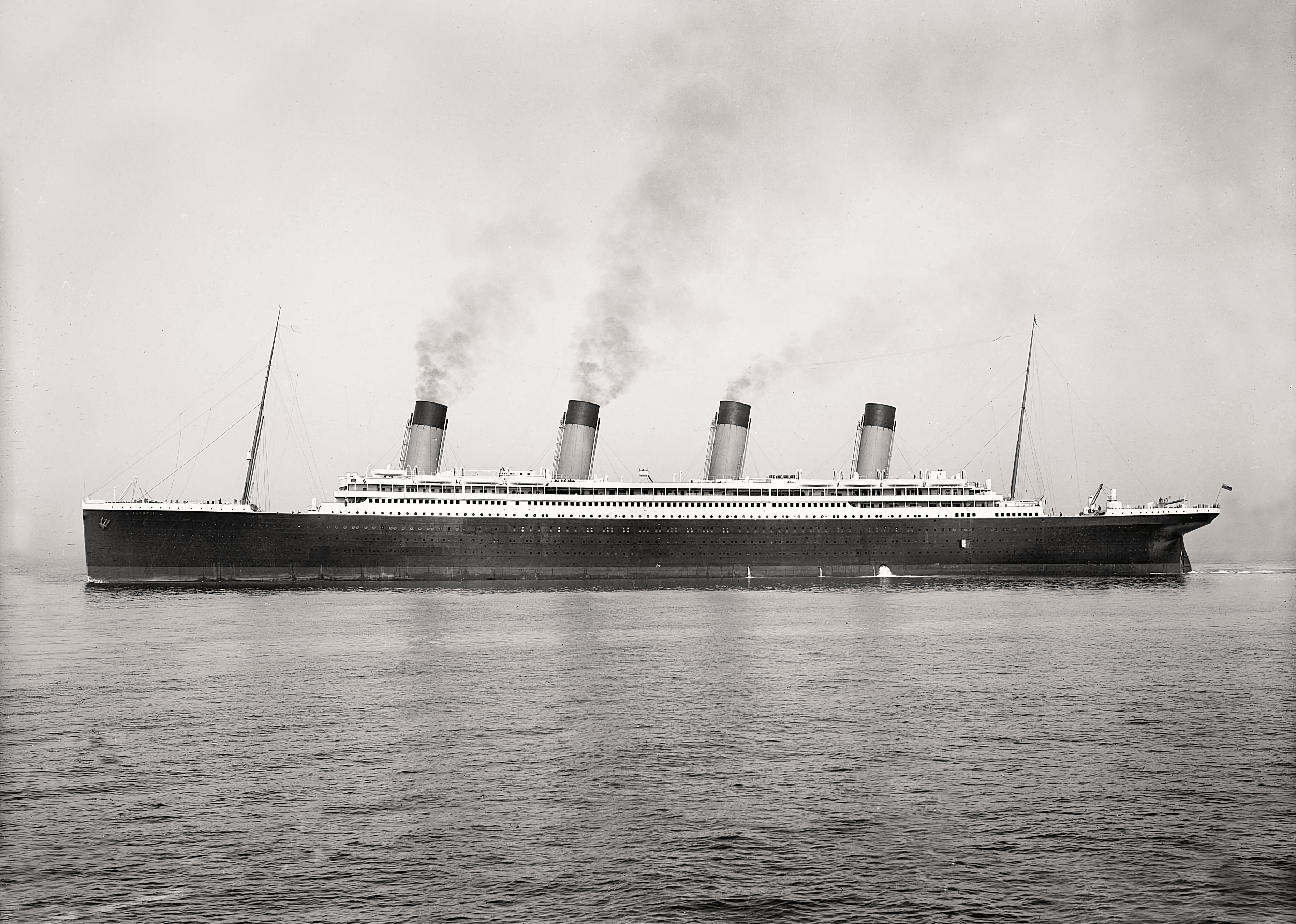
O Olympic durante seus testes no mar em 1911.

O Olympic realizou sua viagem inaugural em 14 de junho de 1911. Ele colidiu em setembro do mesmo ano com o cruzador HMS Hawke perto da Ilha de Wight, abrindo dois enormes buracos em seu casco. O navio voltou para a Harland and Wolff a fim de realizar reparos, forçando o adiamento da primeira viagem do Titanic. Após o naufrágio do seu irmão em abril de 1912, o Olympic passou por uma série de alterações para melhorar sua segurança.
Ele foi convocado pela Marinha Real Britânica na Primeira Guerra Mundial para servir como transporte de tropas. O Olympic bateu e afundou um submarino alemão em maio de 1918. O navio voltou ao serviço comercial em 1920 junto com RMS Majestic e o RMS Homeric, ambos apreendidos da Alemanha. O Olympic continuou sua carreira pela década de 1920 e o início da de 1930, recebendo o apelido de "Velho Confiável". Ele colidiu novamente contra um navio-farol em 1934 perto de Nantucket, matando sete tripulantes da embarcação menor. O Olympic foi aposentado em abril de 1935 depois da compra da White Star pela Cunard e desmontado em 1937.

### RMSTitanic

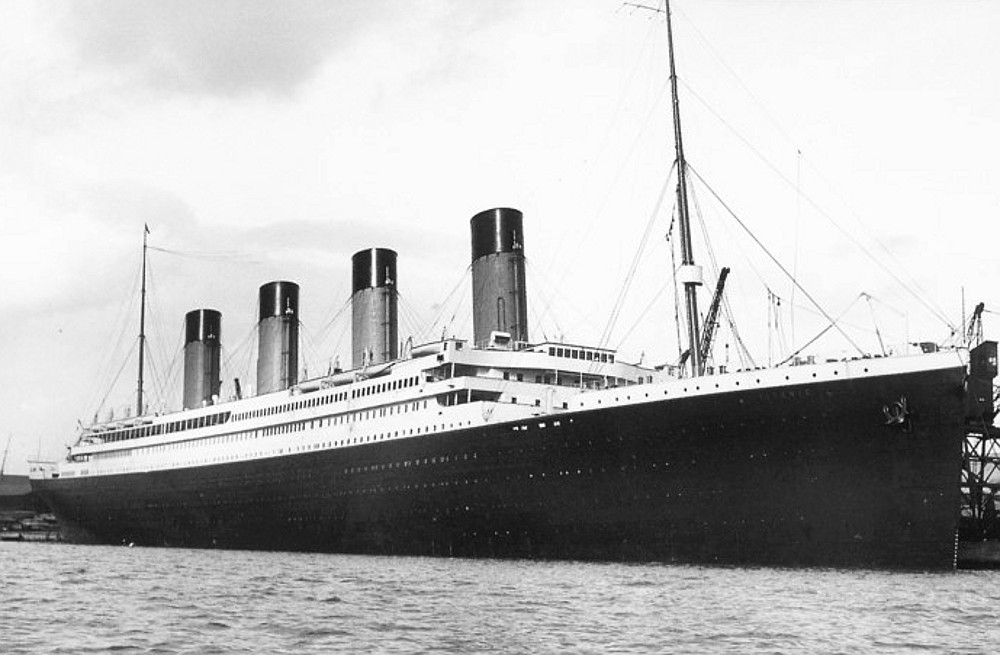
O Titanic em Southampton, abril de 1912.

O Titanic partiu para sua viagem inaugural em 10 de abril de 1912, por pouco evitando uma colisão com o SS New York enquanto deixava o porto de Southampton. Ele fez escala em Cherbourg-Octeville na França e em Queenstown na Irlanda, prosseguindo para o oceano Atlântico com cerca de 2 200 pessoas abordo sob o comando do capitão Edward Smith. A travessia ocorreu sem incidentes até a noite do dia 14 de abril.
Às 23h40min do dia 14, os vigias Frederick Fleet e Reginald Lee avistaram um iceberg na frente do Titanic. Apesar de realizar uma manobra de desvio, o navio acabou colidindo com o gelo, que arrancou vários rebites do casco ao longo do lado estibordo. A água invadiu cinco compartimentos da proa, acabando com a flutuabilidade da embarcação e a fazendo afundar. O Titanic começou a ser evacuado, porém seus botes (que não tinham capacidade para todos abordo) não são preenchidos com a lotação máxima; pouco mais de setecentas pessoas conseguiram se salvar. O navio se partiu em próximo da área de sua terceira chaminé, afundando completamente por volta das 2h20min da madrugada do dia 15 de abril.
Os sobreviventes foram resgatados pelo RMS Carpathia quatro horas depois do naufrágio. Duas comissões de inquérito foram instauradas, uma americana e uma britânica, que resultaram em grandes reformulações nas normas de segurança marítimas.

### HMHSBritannic

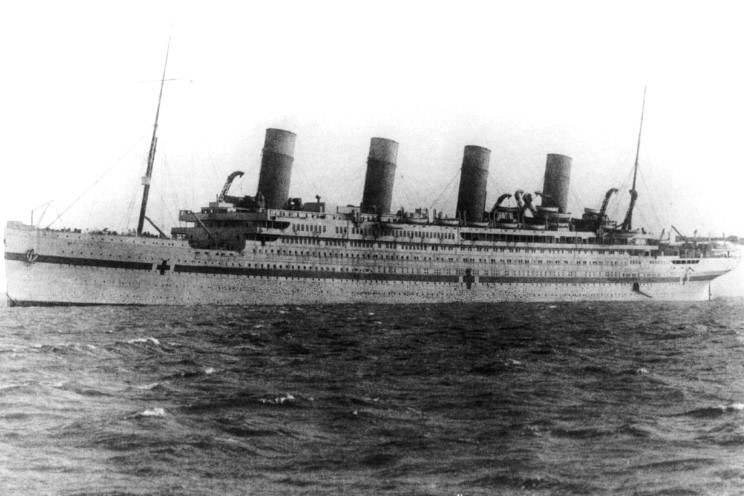
O Britannic como navio hospital durante a Primeira Guerra Mundial.

O comissionamento do Britannic como navio comercial estava previsto para a primavera de 1915. Entretanto, com o início da Primeira Guerra Mundial o Almirantado Britânico o convocou e o converteu em navio hospital. Ele realizou sua primeira viagem até o Império Otomano, chegando em 23 de dezembro de 1915. A embarcação serviu por mais seis meses até ser devolvida para a White Star Line, voltando para Belfast a fim de passar pelos trabalhos necessários para finalmente servir como um navio comercial. Entretanto, o Britannic foi reconvocado no final de agosto de 1916 e realizou mais duas viagens.
O Britannic provavelmente bateu em uma mina aquática em 21 de novembro de 1916 enquanto navegava pelo mar Egeu. Ele começou a afundar e o capitão Charles Bartlett tentou levá-lo para a Ilha de Kea, porém isso acelerou ainda mais o naufrágio. Dois botes foram lançados sem autorização e acabaram sendo puxados pelas hélices, com trinta pessoas morrendo. Depois disso os motores foram desligados e todas as outras pessoas abordo conseguiram evacuar o Britannic em segurança. A embarcação emborcou para bombordo e atingiu o fundo do mar menos de cem metros abaixo. Os sobreviventes foram resgatados pelos habitantes de Kea e outros navios que estavam perto da área.

## Legado
A perda de dois dos três navios da Classe Olympic antes que pudessem completar uma única viagem comercial foi um enorme prejuízo financeiro para a White Star Line. O Tratado de Versalhes em 1919 compensou parcialmente esse problema, pois a derrotada Alemanha foi obrigada a entregar vários de seus navios para os países da Tríplice Entente, com dois ficando para a White Star. O SS Bismarck, o então maior navio do mundo, foi completado e rebatizado como Majestic e substituiu o Britannic, enquanto o muito menor SS Columbus (rebatizado como RMS Homeric) foi a compensação por outros navios perdidos durante o conflito, como o SS Laurentic. Com essas duas embarcações mais o Olympic, a companhia foi capaz de estabelecer um serviço transatlântico capaz de competir com sua rival Cunard, porém bem aquém do planejado por Joseph Bruce Ismay quando encomendou os três irmãos.

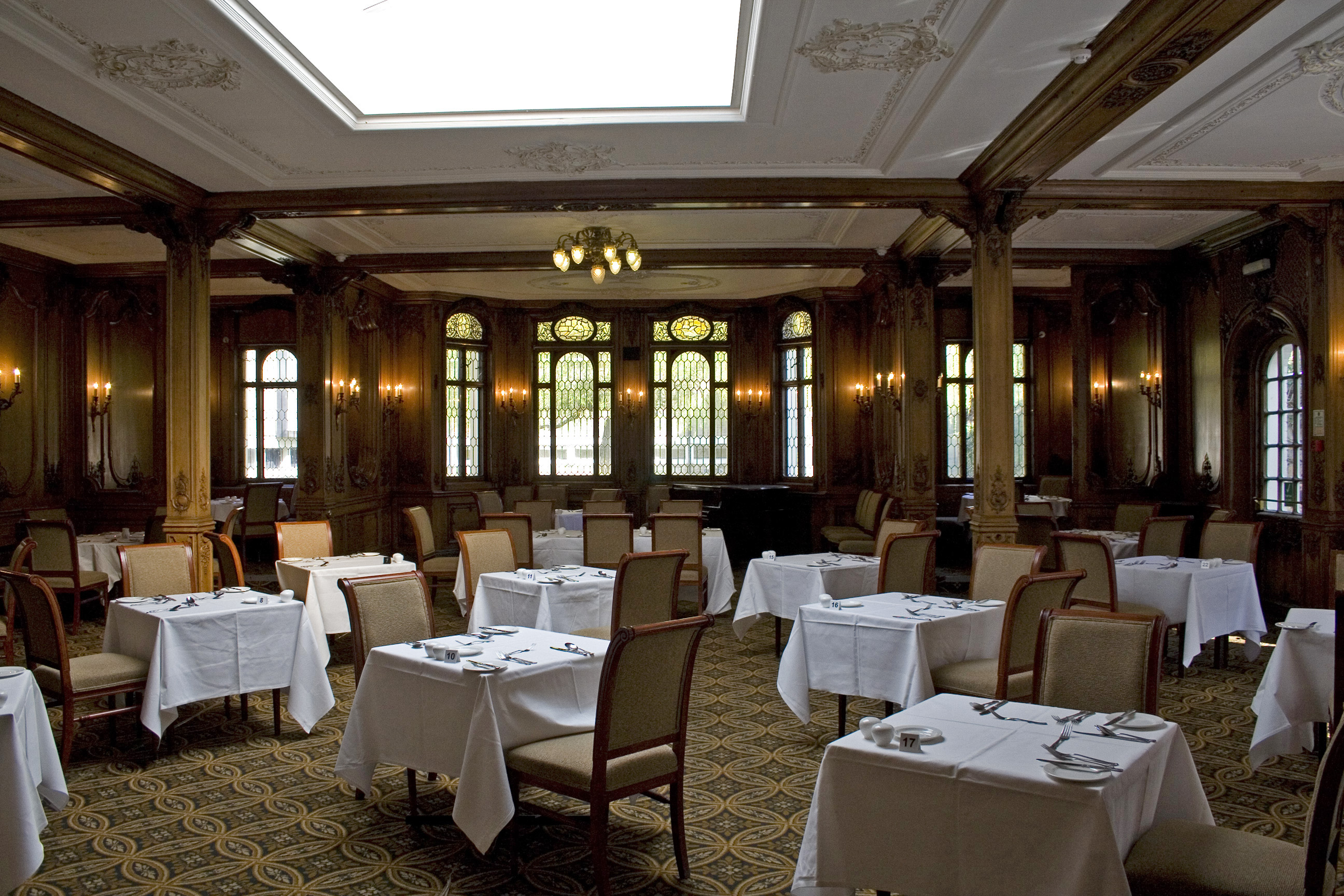
Adornos de madeira do Olympic decorando o restaurante do White Swan Hotel.

O Olympic foi o único que teve uma carreira próspera, gozando de diversos apelidos, como "Oly", "Velho Confiável" e "O Barco Magnífico", durante as duas décadas de serviço que demonstravam a afeição dos passageiros e tripulantes. Muitos de seus elementos decorativos foram leiloados depois de sua desmontagem e atualmente estão em exibição em diversas coleções pelo Reino Unido; dentre elas, é possível destacar o White Swan Hotel em Alnwick, Inglaterra, que possui instalações decoradas com diversos adornos tirados do Olympic, inclusive de sua grande escadaria da primeira classe, e também o navio GTS Celebrity Millennium, que tem um restaurante decorado com partes do restaurante à la carte. O relógio "Honra e Glória Coroando o Tempo" também está preservado e atualmente é exibido no SeaCity Museum em Southampton.
O Titanic se tornou um dos navios mais famosos da história. Por mais de cem anos é fonte de inspiração e cenário para muitas obras de ficção e baseado em fatos reais, sendo lembrado em diversos monumentos em homenagem a suas vítimas espalhados por cidades britânicas e americanas. Além disso, muitos museus têm exibições sobre o navio, como por exemplo o Titanic Belfast, erguido no local onde as três embarcações da Classe Olympic foram construídas; o Museu Marítimo do Atlântico em Halifax, e; o Luxor Hotel em Las Vegas. Vários filmes sobre o desastre já foram produzidos, como por exemplo A Night to Remember de 1958, baseado no livro homônimo escrito por Walter Lord, e Titanic de 1997, que se tornou a maior bilheteria da história na época e venceu onze Oscars, incluindo Melhor Filme. Seus destroços foram descobertos em 1985 por Robert Ballard e desde então tem sido visitados por vários times de exploradores, cientistas, cineastas e turistas, com centenas de itens tendo sido retirados para conservação e exibição pública.
Pelo fato do Britannic nunca ter servido comercialmente como navio de passageiros, ter naufragado durante a guerra e ter tido poucas vítimas, ele não atraiu o mesmo interesse que o Titanic, sendo logo esquecido pelo público. Sua fama retornou com a descoberta de seus destroços em 1975 por Jacques-Yves Cousteau. Sendo o maior navio naufragado do mundo. A história do Britannic acabou inspirando em 2000 um telefilme homônimo, dirigido por Brian Trenchard-Smith para o canal norte-americano Fox Family. Entretanto, o filme contém vários erros históricos, como o navio sendo afundado por um espião alemão para destruir um carregamento secreto de armas.